# Oligota muensteri
Oligota muensteri är en skalbaggsart som beskrevs av Max Bernhauer 1923. Oligota muensteri ingår i släktet Oligota, och familjen kortvingar. Arten är reproducerande i Sverige.